# بهترین دوست من آنه فرانک
بهترین دوست من آن فرانک (هلندی: Mijn beste vriendin Anne Frank) یک فیلم درام هلندی محصول ۲۰۲۱ به کارگردانی بن سومبوگارت است. این فیلم داستان دوستی هانلی گوسلار و آنه فرانک را روایت می‌کند و داستان از دیدگاه گوسلار روایت می‌شود. این فیلم بر اساس خاطرات آنه فرانک: بازتاب یک دوست دوران کودکی نوشته نویسنده آمریکایی آلیسون لزلی گلد ساخته شده‌است. این اولین فیلم سینمایی هلندی دربارهٔ زندگی آنه فرانک است. آیکو بیمستربور در نقش آن فرانک و ژوزفین آرندسن نقش هانلی گوسلار را بازی می‌کنند.